# Almeida (patronyme)
Pour les articles homonymes, voir Almeida (homonymie) et de Almeida.
Almeida est un nom de famille d'origine portugaise.

## Étymologie
L'origine du patronyme Almeida provient de Al - Ma'ida, signifiant dans le Coran (sourate 5) « La Table Servie ». En géographie, ce nom signifie « plateau », raison pour laquelle existait à Oran (Algérie) le plateau d'Almeida. Ce plateau nommé par les Espagnols Meseta (« plateau ») était nommé par les Arabes El Maïda (« la table »). Le mausolée dédié à Abdelkader al-Jilani Moul El Meida aurait été édifié en 1425 par l'un des disciples d'Abou Madyane sur le plateau d'Almeida (qui prolonge l'Aïdour, une montagne culminant à 429 m d'altitude et dominant la ville d'Oran).
Au temps des Celtes, le nom almeida signifiait « élévation fortifiée ». Selon la toponymie Celtique, almeida vient de cotacobriga (cota : « point géographique élevé », briga : « lieu fortifié »). Le nom Almeida est ainsi donné à un lieu élevé. c'est bien le cas de la ville d'Almeida (Portugal), située à plus de 800 m d'altitude.